# 奥利弗·贝特

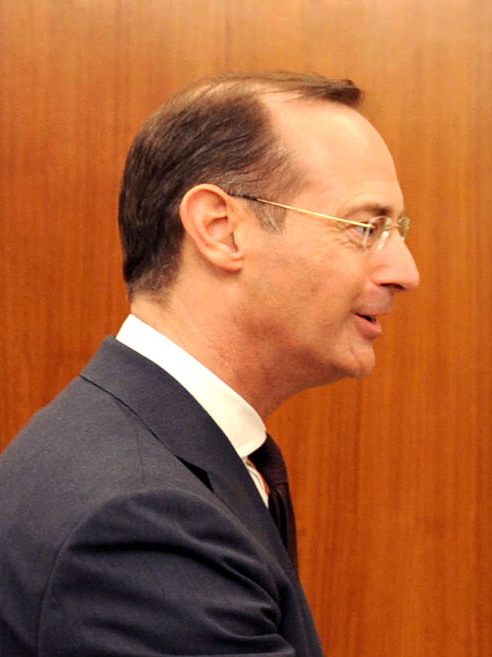
奥利弗·贝特

奥利弗·贝特（德語：Oliver Bäte，1965年3月1日—） 是一位德国企业高管，他自2014年10月起担任安联首席执行官。

## 早期生活
贝特毕业于科隆大学和史登商學院。 
1986年至1987年期间，奥利弗·贝特在德國聯邦國防軍空軍服役。
奥利弗·贝特曾在纽约的麥肯錫任职，這也是他的第一份工作。 
2008年，奥利弗·贝特加入安联董事会，並担任首席运营官 (COO) 和首席财务官 (CFO)。